# Czempiń

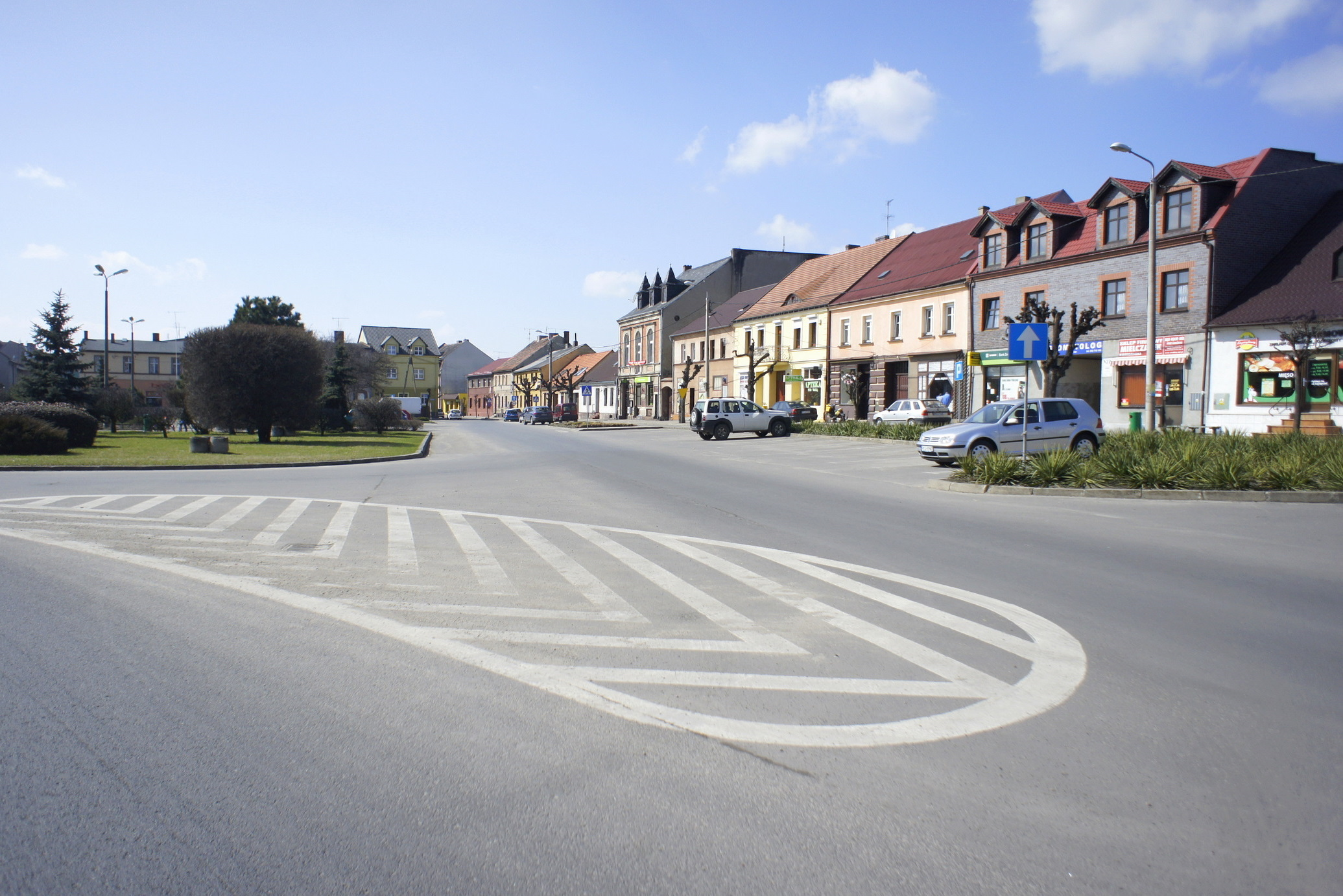
Rynek, pierzeja północna

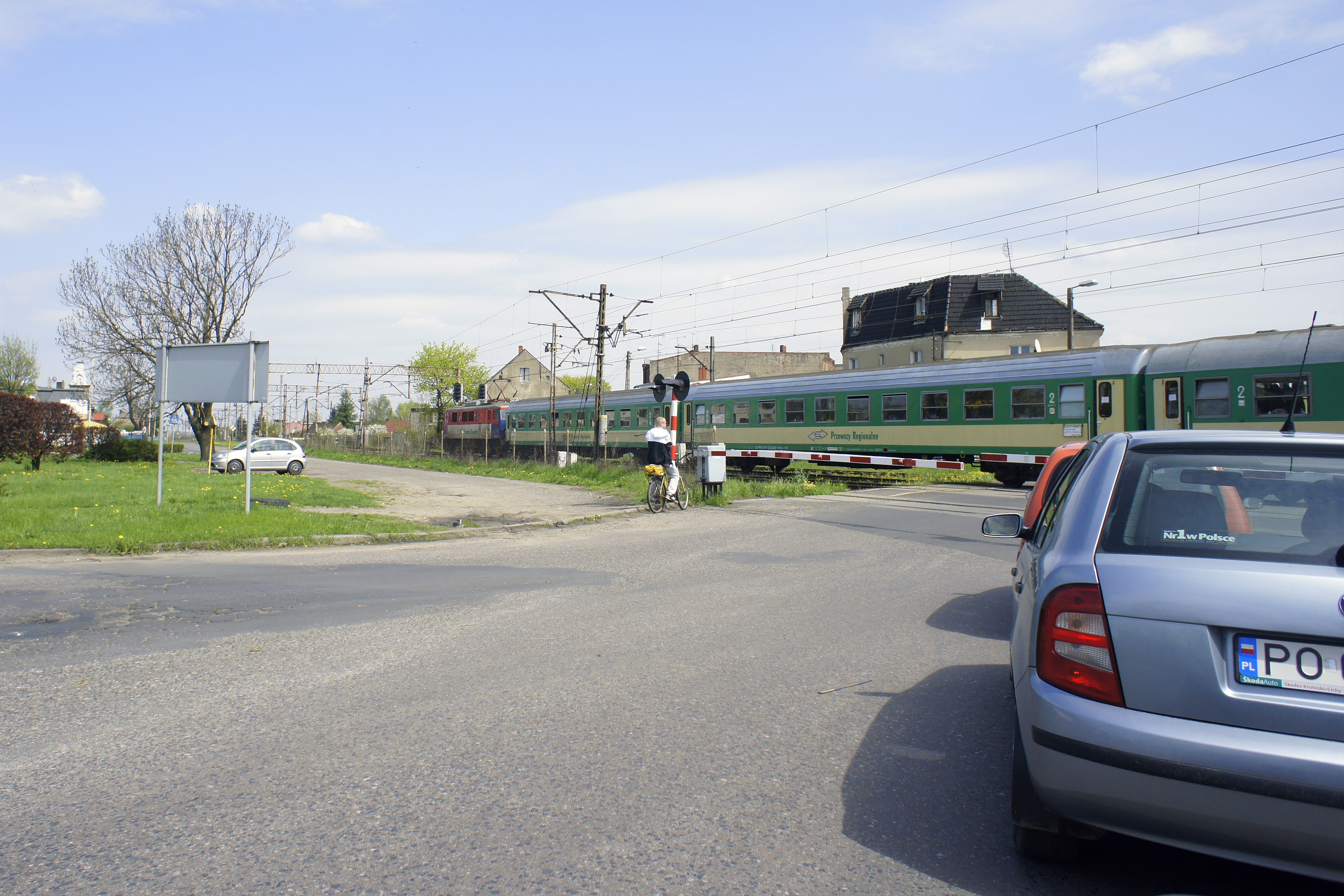
Ul. Kościańskie Przedmieście, przejazd kolejowy

Czempiń (pol. hist. Piechnino) – miasto w woj. wielkopolskim, w powiecie kościańskim, siedziba gminy miejsko-wiejskiej Czempiń.
Czempiń uzyskał lokację miejską przed 1399 rokiem. W latach 1975–1998 miasto administracyjnie należało do woj. poznańskiego.
Przez gminę przebiegają ważne szlaki komunikacyjne między innymi linia kolejowa łącząca Poznań z Wrocławiem i droga krajowa nr 5 z Gdańska przez Poznań, Wrocław do Pragi. Na terenie Czempinia ma swoją siedzibę jedyna tego rodzaju w Polsce stacja badawcza Polskiego Związku Łowieckiego. Jego działalność opiera się na hodowli i leczeniu ptaków drapieżnych. Prowadzone są tutaj również zakrojone na szeroką skalę badania nad zwierzyną. Związek ten zajmuje się również organizacją szkoleń dla myśliwych.
Według danych z 31 marca 2011 miasto liczyło 5232 mieszkańców.
Na szczególną uwagę w Czempiniu zasługują: zespół pałacowy wraz z parkiem krajobrazowym (z 1729) oraz kościoły – pw. Apostołów Szymona i Judy (z 1782 r.) oraz parafialny pw. św. Michała Archanioła (z 1899).
Klub Sportowy Helios Czempiń rok zał. 1922. Sekcja piłkarska (A klasa oraz juniorzy Starsi) oraz sekcja tenisa stołowego – 2 liga.

## Nazwa
Wieś historycznie należała do Wielkopolski. Ma metrykę średniowieczną i jest notowana od końca XIV wieku. Po raz pierwszy wymieniona została w łacińskojęzycznym dokumencie z 1387 pod nazwą Pechenyno, 1388 Pechinino, Pechnino, 1396 Pechenino, 1398 Pechinyno, Pechynino, 1399 Pechnino civitas, Pechonino, 1400 Pechnyno, 1403 opidum Czampino, 1405 Pyechnino, 1406 Pechcino, 1415 Czepin, 1423 Czampyn, Czampyno, 1432 Czapyn, 1446 Pyechinin, Pyechynino, 1448 opidum Pyechyno alias Czampyn, 1455 Czampin, 1459 oppidum Pyechynino alias Czampyn, 1523 Cząmpin, 1561 Czempyn, 1564 Cempin, 1581 Czempin.
Miejscowość początkowo była wsią i nosiła nazwę Piechnino - obecnie wieś nazywa się Piechanin. Na jej gruntach w XIV wieku pod nazwą Czempiń lokowano  miasto, które przez długi czas, aż do połowy XV wieku nazywane było prawie wyłącznie miastem Piechinino. Lokacja Czempinia nastąpiła przed 1399, a po lokacji miasta pozostała osobna wieś Piechanino, znajdująca się około dwa kilometry na północ od Czempinia. Kościół parafialny, który był wzmiankowany już od 1387, znalazł się w nowo lokowanym mieście. Historycy uważają więc, że ośrodek wsi Piechanino pierwotnie położony był w miejscu późniejszego Czempinia, ale w związku z lokacją miasta przeniesiono siedlisko wsi w dzisiejsze miejsce. Według drugiej hipotezy kościół zbudowano dopiero w związku z lokacją nowego miasta. Przez jakiś czas funkcjonowały obie nazwy, a ostatecznie pierwsza zanikła i od XV wieku używano tylko nazwy Czempiń.
Nazwa miejscowości pochodzi od nazwiska kmiecego Czempa.

## Historia
Miejscowość pierwotnie była osadą targową założoną wokół owalnego placu na gruntach wsi Wielki Piechanin (Piechynin), którą źródła wymieniają już w 1387. Dokładna data lokacji miasta nie jest znana, ale już w 1399 miejscowość została wymieniona pod pierwotną nazwą jako miasto (łac. Pechnino civitas). W 1487 leżała w powiecie kościańskim Korony Królestwa Polskiego. Od 1387 była siedzibą własnej parafii, a w 1510 należała do dekanatu Kościan.
Miejscowość była początkowo wsią szlachecką należącą do lokalnej szlachty wielkopolskiej z rodu Kiełczów, którzy od pierwotnej nazwy wsi Piechnino przyjęli odmiejscowe nazwisko Piechiniński. W 1408 odnotowany został w historycznych dokumentach sądowych Kiełcz z Piechnina Piechiniński, w zapisie Pechninsky, Pechininsky, a w 1387 jako świadek w Kościanie odnotowany został Dobrogost Piechiniński; przy transakcji sprzedaży młynów należących do Dobrogosta Nałęcza biskupa poznańskiego.
W latach 1395–1399 liczne zapisy sądowe odnotowały kmieci ze wsi Piechnino. W 1395 Jakub Sroka oskarżył Janusza z Jurkowa o rabunek swego mienia oraz 13 grzywien pieniędzy i o uwięzienie żony. W 1396 Mikołaj z Bełczylasu (obecnie Bączylas koło Krobi) świadczył w sądzie przeciwko kmieciowi Michałowi z Piechnina, że zabrał mu mienie „z prawem, iż ciągnął (z)ziemie przez (za)powiedź”. W 1398 odnotowano świadków Jana kmiecia z Piechnina w jego sporze sadowym z Piechnem Krakwiczem. Byli to Szrocka (Sroka lub Sroczka), Piotr, Jakub, Mikołaj, Wawrzek, Tharasz. W kolejnej sprawie Stanisław kmieć z Piechnina, świadczył w sądzie przeciwko opatowi w sprawie roli od niego otrzymanej, „przebudowanej” na 3 grzywny. W zapisach występują także świadkowie Radka kmiecia z Piotrowa przeciwko opatowi w sprawie o uwięzienie kmiecia Staszka z Piechnina i zabranie mu 3 grzywien. Świadzą kmiecie piechnińscy: Jan Bratek (Brathko), Bieczyna (Beczina), Piotr zwany Drobot (Droboth), Paweł Czeszek (Ceszko). W kolejnym zapisie kmieć Czabel z Piechnina skarży do sądu szlachcica Tomisława zwanego Lechem oraz jego brata z Zador o rabunek dwóch koni. W 1399 Świętek kmieć z Piechnina również pozwał Tomisława z Zador o rabunek konia.
Od 1399 Piechnino notowane jest jako miasto. W latach 1399–1401 zapisy sądowe odnotowują spór Stachny Pitilewej mieszczki z Piechnina z Szybanem z Wronczyna koło Stęszewa w powiecie kościańskim. W 1399 Arkembold dziedzic z Orla Wielkiego pozwał Szybana z Wronczyna o zabicie przez niego męża swej mieszczanki z Piechnina oraz inne jej krzywdy za 20 grzywien. Mieszczka ta zwana Pitilewa oskarżyła Szybana o zagarnięty zastaw, który miała we Wronczynie oraz zabicie męża, za które to sprawy pozwany powinien jej zapłacić 20 grzywien. W 1401 Szyban świadczył przed sądem przeciwko Stachnie mieszczce piechnińskiej, że nie wypełniła ugody sądowej w sprawie „oprawienia” jej bydłem przez Szybana.
W 1403 po raz pierwszy równolegle pojawiła się nazwa Czempiń (Czempino), od 1459 stała się oficjalną nazwą miasta. Jako miasto prywatne w I połowie XV w. stanowiło własność Szamotulskich, w latach 1446–1470 Bnińskich, a od 1470 do 1575 Górków. 
W czasie wojny trzynastoletniej Czempiń wystawił w 1458 roku 3 pieszych na odsiecz oblężonej polskiej załogi Zamku w Malborku. W 1510 roku w mieście było osiem karczm, które warzyły własne piwo oraz dwa młyny. W 1561 ówczesny starosta wałecki i wojewoda poznański Stanisław Górka ostatecznie potwierdził prawa miejskie Czempinia. Ze względu na urodzajne ziemie miasto od początków swego istnienia miało charakter rolniczy.
Na prośbę starosty kolskiego i wałeckiego Stanisława Górki nadano Czempiniowi przywilej urządzania targów w każdy czwartek i 4 jarmarków rocznie, który  zatwierdzony został przez króla Zygmunta Augusta w dokumencie z 10 stycznia 1562 wydanego w Łomży. Wpłynął on pozytywnie na rozwój handlu i rzemiosła w mieście. W 1580 powstał pierwszy cech rzemieślniczy, był to cech piwowarów, w 1607 powstał cech kuśnierzy, a w 1611 szewski. Do 1601 właścicielami byli Malechowscy, następnie klucz czempiński nabyli Szołdrscy. Z 1662 pochodzi zapis o istnieniu szpitala. W 1563 miasto płaciło szos zwany dupla w wysokości 4 florenów oraz podatek od 40 rzemieślników, 5 komorników, jednego kupca, 4 kotłów do palenia gorzałki, od 4 warzelni piwa oraz od wiatraka w dzierżawie dorocznej.
W 1580 odnotowano imiennie mielcarzy oraz mieszczan miasteczka Czempiń. Byli to Wojciech Skórka, Jan Kamiński, Paweł Bogucki, Maciej Marszczybrzuch, Wawrzynic Placek, Jakub Maliska, Marek Malik, Jerzy Kuśmierz, Andrzej Pezal, Andrzej Jęczmień, Walenty Świtała, Błażej Gardka, Maciej Pisarz i Mateusz Mielcarz, którzy na swoją prośbę oraz dzięki swemu panu, Janowi Malechowskiemu z Malechowa (koło Dolska, obecnie Małachowo) zostali przyjęci do cechu mielcarzy w Kościanie i otrzymali od starszych tegoż cechu wilkierz, którym mieli się rządzić w swoim własnym, lokalnym cechu czempińskim. W 1581 miasto Czempiń płaciło szos, zwany dupla w wysokości 4 florenów oraz podatek od 12 rzemieślników, 3 komorników, 4 kotłów gorzałczanych oraz 3 łanów należących do miasta.
W 1697 znaczną część miasta zniszczył pożar, w latach 1708, 1709 i 1710 liczbę mieszkańców dziesiątkowały zarazy. W II połowie XVIII w. w Czempiniu rozwija się przemysł płócienniczy, powstają cechy kołodziejów, stelmachów, stolarzy, bednarzy i cieśli (1739), płócienników (1748), rzeźników (1754), krawców (1766) oraz młynarzy (1784). W 1793 miasto znalazło się pod panowaniem pruskim, liczyło 608 mieszkańców zamieszkujących 101 domów.
Od początku istnienia miasto przez kilka wieków był posiadłością rodu Górków. Właścicielem miasta był Andrzej Górka (zm. 1551). Po śmierci ostatniego potomka rodziny wojewody poznańskiego Stanisława Górki miejscowość nabyli Szołdrscy. Do końca XVIII wieku miejscowość leżała początkowo w Królestwie Polskim, a po Unii lubelskiej w Rzeczypospolitej Obojga Narodów.

### Okres zaborów
W wyniku II rozbioru Rzeczypospolitej w 1793, miejscowość przeszła w posiadanie Prus i jak cała Wielkopolska znalazła się w zaborze pruskim. Na terenie zaboru utworzono Wielkie Księstwo Poznańskie. W 1811 roku w miejscowości znajdowało się 113 domostw z 820 mieszkańcami, w 1837 liczba ludności wzrosła do 1175. Ostatnim polskim posiadaczem był Wiktor Szołdrski, który był właścicielem miasta aż do roku 1820 kiedy splajtował utraciwszy 3 milionowy majątek przejęty przez rodzinę niemiecką von Delhaes. W 1846 cały klucz czempiński nabyła niemiecka rodzina von Delhaes..
W 1840 w mieście miał miejsce drugi ogromny pożar, który zniszczył m.in. ratusz i kramy rzeźnicze zajmujące środek rynku. Po pożarze miasto zostało odbudowane jako ośrodek rzemiosła, powstał duży zakład kotlarski, fabryka cykorii i mleczarnia.
W 1856 wybudowano linię kolejową łączącą Poznań z Kościanem, natomiast w 1885 Czempiń zyskał połączenie drogą kolejową ze Śremem. Było to początkiem rozwoju przemysłu tak w Czempiniu, jak i na terenach przylegających do niego.
W drugiej połowie XIX wieku miejscowość wymienia Słownik geograficzny Królestwa Polskiego podając, że w mieście znajdowały się: siedziba komisarza obwodowego policji, apteka, stacja telegraficzna i pocztowa, gościniec (hotel) oraz miejska kilkuklasowa szkoła elementarna. W mieście była również stała obecność lekarska, a do Śremu regularnie kursował omnibus. Istniała tu także stacja poznańsko-wrocławskiej kolei żelaznej biegnącej z Poznania do Wrocławia. W Czempiniu znajdowało się wówczas 139 domostw, w których mieszkało 1997 mieszkańców w tym: 1357 wyznania katolickiego i narodowości polskiej, a także 410 ewangelików oraz 230 osób wyznających judaizm. Mieszkańcy zajmowali się rolnictwem, hodowlą bydła oraz handlem, a w mieście organizowano 4 jarmarki rocznie. W latach 1895–1899 na miejscu wcześniejszego, neoromańskiego kościoła z wysoką wieżą został wybudowany kościół pw. św. Michała Archanioła, natomiast w 1906 w Czempiniu powstał Bank Ludowy, obecnie Bank Spółdzielczy.

### Okres II RP
W latach 1918–1919 mieszkańcy służyli ochotniczo w powstaniu wielkopolskim. Po odzyskaniu przez Polskę niepodległości Czempiń wszedł w skład II Rzeczypospolitej. Stał się wówczas miastem usługowo-handlowym, działała tu fabryka tlenu i młyn elektryczny.
W 1928 roku inżynier Antoni Jezierski został odznaczony Srebrnym Krzyżem Zasługi za „zasługi w pracy społecznej i narodowej”.

### II wojna światowa
Podczas II wojny światowej miasto zostało włączone do III Rzeszy. Na terenie Wielkopolski niemieccy naziści urządzili tzw. Kraj Warty. Polacy mieszkający w miejscowości zostali wysiedleni do Generalnego Gubernatorstwa, a hitlerowcy urządzili w mieście obóz pracy przymusowej dla ok. 4000 więźniów.

### Okres powojenny
24 stycznia 1945 miasto zostało zajęte przez Armię Czerwoną. Po wojnie powstało osiem zakładów przemysłowych i czterdzieści jeden warsztatów rzemieślniczych. W 1959 powstała Stacja Doświadczalna Polskiego Związku Łowieckiego prowadząca doświadczenia w zakresie hodowli kuropatw, saren i zajęcy w gospodarstwie łowieckim o powierzchni 15 tys. ha. W 2018 oddano do użytku zmodernizowana oczyszczalnię ścieków.

## Demografia

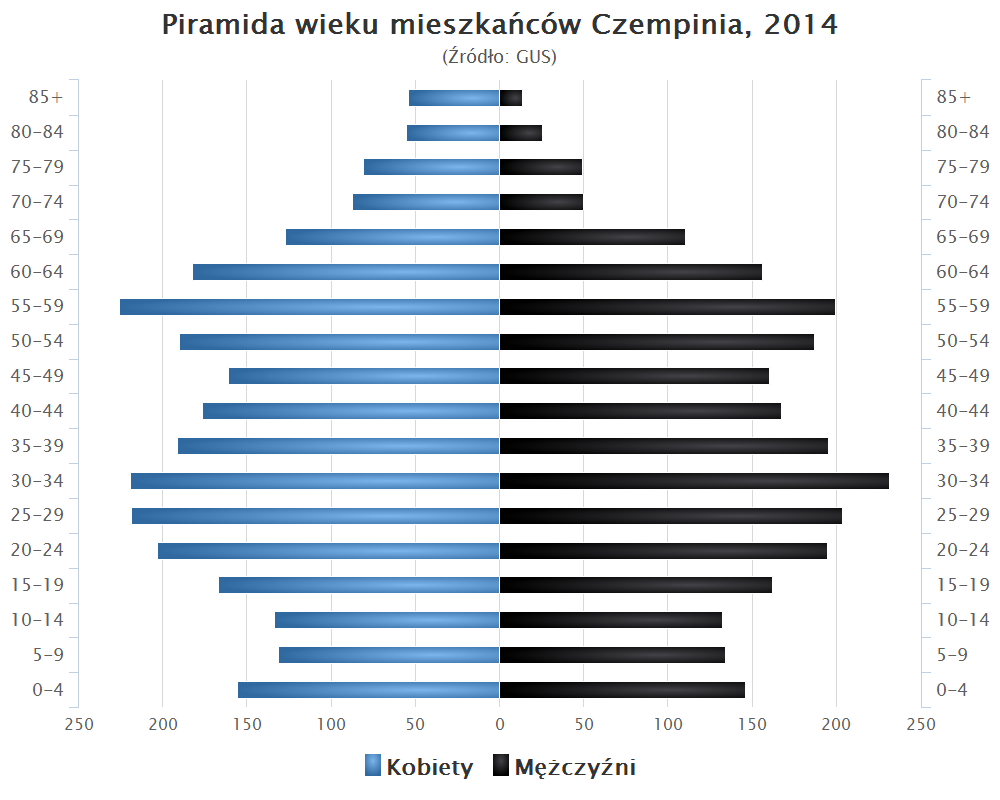
Piramida wieku mieszkańców Czempinia w 2014 roku

## Herb Czempinia
Geneza herbu Czempinia jest nieznana. Według jednej z hipotez, znak pnia mógł się znaleźć w herbie wzięty ze słów pieśni ludowej Koło Czempinia rosła brzezina, a trzy łucznicze strzały symbolizują trzech zbrojnych wysłanych przez miasto na wojnę z Krzyżakami w 1458. Znak łodzi może pochodzić z herbu wieloletnich właścicieli Czempinia – Szołdrskich. Według innej hipotezy herb Czempinia składa się z dwóch elementów: drzewa symbolizującego życie oraz trzech strzał nawiązujących do czasów wojen z Zakonem Krzyżackim.

## Zabytki
- Pałac w Czempiniu, barokowy, piętrowy wybudowany na planie prostokąta o bogatym wystroju architektonicznym, kryty blaszanym dachem czterospadowym. Od frontu dwupiętrowy ryzalit z pilastrami na elewacji zwieńczony półkolistym frontonem  (circulaire) ozdobionym rzeźbami postaci symbolizującymi cztery strony świata. We frontonie znajduje się kartusz z herbem Łodzia Ludwika Szołdrskiego. Po bokach wysunięte skrzydła skierowane szczytem do przodu. W Medalionie nad wejściem głównym sentencja w j. łac. Deo authori vitæ patriæ quæ est vita vitæ famæ quæ est vita postivam 1739[15]. W elewacji ogrodowej (z balkonem) herb Marianny Szołdrskiej (zm. 1754, z domu Unruh) z inicjałami (MS imię nazwisko), (I) inowrocławska, (W) wojewodzina, (G) generałowa, (W) wielkopolska; żony L. Szołdrskiego[16]. Obiekt od około 1698 był własnością rodziny Szołdrskich. Zbudował go kasztelan biechowski Andrzej Szołdrski przypuszczalnie z powodu ślubu swojego syna Ludwika z Marianną Unrużanką z Kargowej w 1698 roku. Powstanie pałacu datowane jest na początek XVIII wieku. W 1709 pałac został spalony przez wojska szwedzkie. W latach 1729–1739 wyremontowany przez Ludwika Szołdrskiego i rozbudowany o nowa klatkę schodową oraz nowe szczyty. Dodano wtedy kolumny przy wejściu głównym. Budynek główny od północy połączony był galerią z oficyną. Po południowej stronie symetryczna galeria prowadziła do niezachowanej wieży z bramą wychodzącą w kierunku folwarku. Po śmierci Wiktora Szołdrskiego (wnuka Władysława) zaborczy rząd pruski nie dopuścił do dziedziczenia majątku przez rody polskie, dlatego drogą licytacji zakupił pałac w 1847 roku August Delhaes. W 1900 roku dodano taras od frontu i balkon od ogrodu, a w 1904 roku przebudowano wnętrza pałacu w stylu secesyjnym[17]. W latach 1975–1986 pałac został gruntownie odnowiony. W dobrze utrzymanym parku krajobrazowym z XVIII w. liczne pomniki przyrody. Obecnie pałac jest własnością prywatną.
  - Barokowo-klasycystyczna kaplica pałacowa Apostołów Szymona i Judy oraz Najświętszej Marii Panny Częstochowskiej z 1782, wieża z XIX w.
- Kościół pw. św. Michała Archanioła (1895–1899).
- Barokowo-klasycystyczna kaplica pałacowa Apostołów Szymona i Judy oraz Najświętszej Marii Panny Częstochowskiej z 1782, wieża z XIX w.

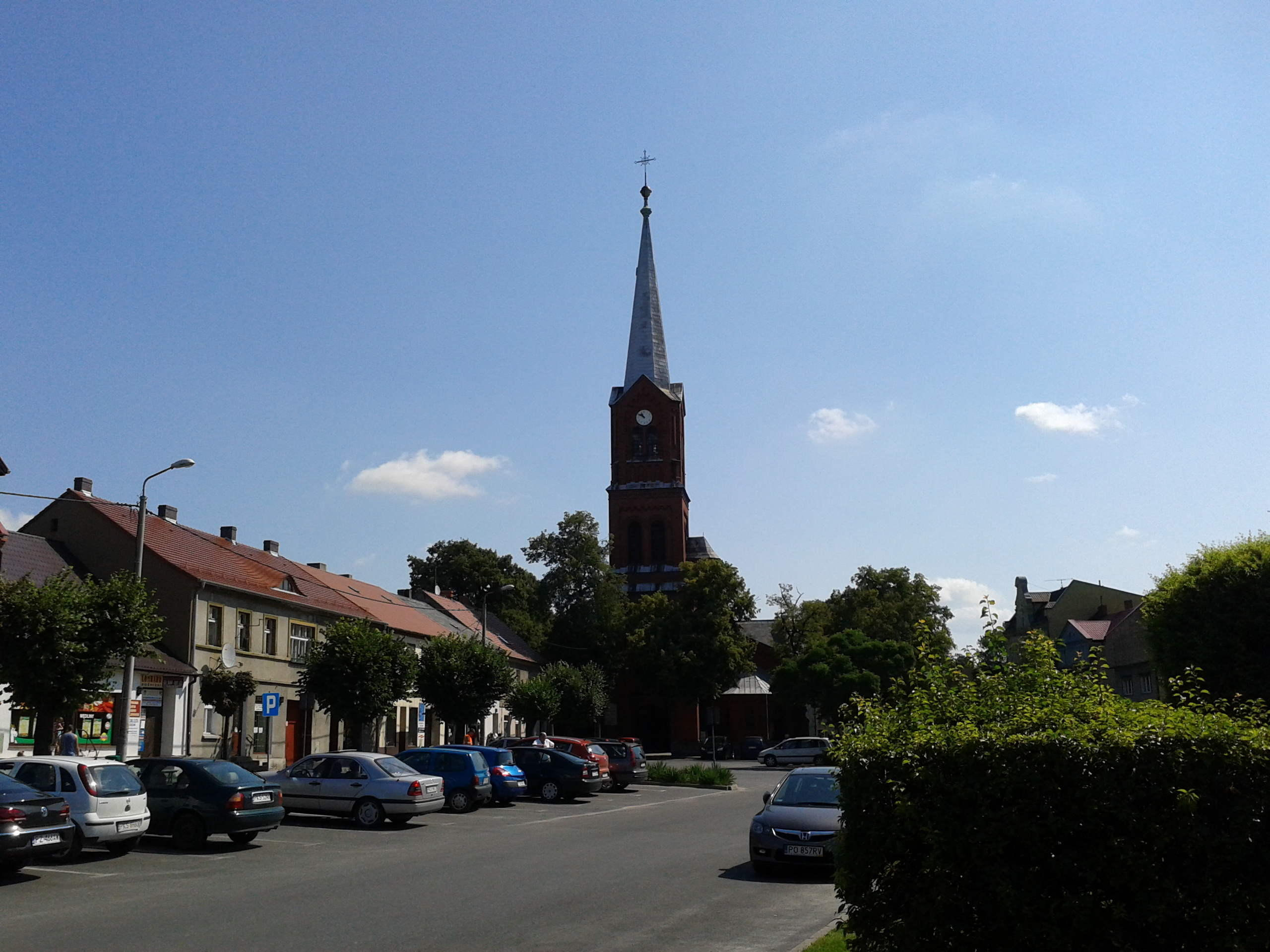
Kościół Michała Archanioła
Łodzia (herb szlachecki)
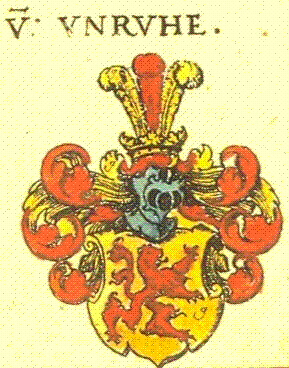
Herb M. Szołdrskiej z domu Unruh

## Wspólnoty wyznaniowe
- Kościół rzymskokatolicki:
  - parafia św. Michała Archanioła
- Świadkowie Jehowy:
  - zbór Czempiń (Sala Królestwa Piotrkowice 59)[18].

## Miasta partnerskie
- Badacsonytomaj (Węgry, od 2008)[19]